# Турчевић Поље
Турчевић Поље је насељено мјесто града Грубишног Поља, у Бјеловарско-билогорској жупанији, Република Хрватска.

## Историја
Почетком 20. века место Турчевић Поље је било село - православна парохија којој је припадало као филијала село Јасенаш.
Политичка општина се налазила у месту Иваново Село, као и пошта, а црквена је била у месту. Број домова у месту је тада износио 314, од којих су њих 199 били српски. Од укупног броја становника - 2002, на православне Србе отпада 1589 душа или 79%.
Председник и перовођа црквене општине 1905. године био је парох поп Никола Чопорда, рођен 1848. године у Брезовљанима. Црквени тутори су у то време: Јово Матијевић, Којо Милановић, Дане Цвикић и Митар Јефтинија. Православна парохија је 5. класе, има земљишну парохијску сесију и српско православно гробље. Православни храм је посвећен Св. архиђакону Стефану. Црквена матрикуле су заведене 1819. године. Нова православна црква у месту је почела да се гради маја 1931. године.
Учитељ Никола Шумоња је 1887. године именован за привременог учитеља у месној школи. Учитељи се често мењају, тражећи погоднију средину за рад. Основна школа је 1905. године комунална, има једно здање. Учитељ Негован Поповић је учио 80 ђака у редовној настави и још 15 у пофторној. Године 1910. месни учитељ је био Пајо Пишчевић, тада претплатник загребачког политичког листа "Српско коло".

## Географија
Турчевић Поље се налази око 17 км источно од Грубишног Поља.

## Становништво
Према попису становништва из 2011. године, насеље Турчевић Поље је имало 44 становника.
| Националност       | 1991. | 1981. | 1971. | 1961. |
| Срби               | 90    | 145   | 277   | 357   |
| Хрвати             | 52    | 69    | 86    | 77    |
| Југословени        | 4     | 17    |       |       |
| остали и непознато | 12    | 12    | 23    | 82    |
| Укупно             | 158   | 243   | 386   | 516   |

| Демографија | Демографија | Демографија |
| Година      | Становника  | Становника  |
| ----------- | ----------- | ----------- |
| 1961.       | 516         |             |
| 1971.       | 386         |             |
| 1981.       | 243         |             |
| 1991.       | 158         |             |
| 2001.       | 71          |             |
| 2011.       |             | 44          |